# Ai Shite Night
Ai Shite Night (愛してナイト Aishite Naito "Noche de Amor") es un manga shōjo creado a principios de los 80 por Kaoru Tada. Un anime de 42 episodios fue producido en 1983-1984 por Toei Animation cuyos episodios fueron supervisados por Shingo Araki. La serie fue emitida en España bajo el título de Bésame Licia, debido a que cogió el montaje que hicieron en Italia, por eso también algunos personajes sufrieron cambios en sus nombres y las canciones estaban en italiano.[cita requerida]

## Personajes Principales
- Yakko Mitamura (Licia): Tiene 18 años al comienzo de la historia. Yakko trabaja con su padre en el Teppan Mambo, en Osaka y acude a clases nocturnas en la universidad. Yakko es romántica y un poco ingenua.

- Go Kato (Sergio): Go es el cantante principal de Bee Hive y un estudiante de la universidad. Vive con su hermano pequeño Hashizo en un pequeño apartamento y trata de convertirse en un músico profesional de éxito. Él es creído pero encantador, y tiene la reputación de ser un play-boy. Sin embargo, cuando se enamora de Yakko, se volverá totalmente dedicado a ella, a pesar de que tendrá que luchar entre su carrera musical y el cuidado de su novia.

- Hashizo Kato (Jorgito): Su verdadero nombre es en realidad Hideki, pero fue rebautizado "Hashizo" por su hermano cuando se fue a vivir con él después de la muerte de sus padres. Hashizo es tan solo medio-hermano de Go, por ser el hijo del padre de éste y su amante. Después de su muerte en accidente de automóvil, decidió ir a cuidar de su hermano bebé aún siendo muy joven, desde entonces han estado viviendo juntos. Hashizo es un chico muy responsable y, a causa de la carrera de Go como músico, él pasa mucho tiempo a solas con su mejor amigo, el gato Juliano. Desde que se encuentra con Yakko, no quiere separarse de ella y el "Mambo" se convierte en su segundo hogar.

- Juliano (Gato Miko): Es el gato mascota de Hashizo, y también su mejor amigo. Juliano es muy inteligente y fiel, aunque gruñón y desconfiado de los extraños. A lo largo de la historia, sirve como alivio cómico.

- Satomi Okawa (Borja) El mejor amigo de Go y tecladista de "Bee Hive". Es más tranquilo e introvertido que su amigo. Viene de una familia adinerada y es un músico increíblemente talentoso. También es un estudiante universitario y da clases privadas de teclado en su tiempo libre. Se enamora de Yakko incluso antes que Go, y cuando se entera de los sentimientos de este último por Yakko, deja la banda por algún tiempo. Luego se da cuenta de que Yakko ha elegido a Go, y regresa a la banda. Él los ayuda a ambos a través de momentos difíciles, como el fiel amigo que es.

- Shige-san Mitamura (Anacleto) Shigemaro es el padre de Yakko y propietario del restaurante "Mambo". Viudo desde que Yakko era muy pequeña, la crio el solo, por lo cual es muy sobreprotector de su única hija y, siendo un poco conservador, se opone a su relación con un músico de rock como Go. Shige-san es muy afectuoso con Hashizo y Juliano, y al final acepta a Go también. Es un gran aficionado al enka.

- Isuzu Fujita (Manuela)
- Meiko Kajiwara (Marika)
- Kaoru Kajiwara (Elisa)
- Kazuma Kataoka (Shiller)
- Katia Kawai
- Ryotaro Kitaoji
- Eji Tono (Tony)
- Hiroyuki Sugi (Steve)
- Shinichi Matsudaira (Matt)
- Marino Kataoka (Marina)
- Kaoru Chiba y Gonta Sanada
- Yoko Kato (Marie)
- Yamadazaka (Manager)
- Mr. Tsune (Abuelo Sam)

## Anime
La versión del anime de Ai Shite Night fue producida por Toei Animation en 1983-1984 con un total de 42 episodios dirigidos por Osamu Kasai. El anime de Ai Shite Night presenta algunos cambios con respecto al manga original.